# Chrysobalanus icaco
Espèce
Classification APG III (2009)
Chrysobalanus icaco, l’Icaquier, est une espèce de plantes à fleurs de la famille des Chrysobalanaceae. C'est un arbre fruitier de l'Amérique tropicale et des Antilles.
On le rencontre aussi bien sur le littoral sec que dans la forêt semi-humide ou sur le bord des rivières.

## Dénomination

### Étymologie
Le nom de genre Chrysobalanus vient du grec χρυσός / chrysos, or, doré, et βάλανος / balanos, gland, en référence à la forme et à la couleur des fruits de certaines espèces de ce genre.
L'épithète spécifique icaco vient de ikaku, nom de l'arbre en langue amérindienne arawak,.

### Noms vernaculaires
Quelques noms vernaculaires :
- ikaku en langue arawak,
- icaque, icaqquier, prune coton ou prunier rouge en français[1],
- fat pork ou coco plum en anglais,
- icaco en espagnol.

## Description
Cet arbrisseau buissonnant peut atteindre entre 5 et 7 mètres de hauteur. Ses petites fleurs blanches donnent naissance à des fruits à la forme d'une petite prune, l'icaque, à la peau blanche, rosée ou pourprée selon les variétés.
La pulpe blanche et farineuse est de saveur douce.
Les fruits servent à la confection de compotes et de confitures. Les amandes sont comestibles et généralement grillées avant d'être mangées. Cette plante est aussi connue pour ses vertus médicinales.
L'icaquier est très rustique et s'adapte à des sols médiocres même sableux.
Il supporte des températures très élevées, des sécheresses prolongées mais aussi de légères gelées.